# Wspólnota administracyjna Tettnang
Wspólnota administracyjna Tettnang – wspólnota administracyjna (niem. Vereinbarte Verwaltungsgemeinschaft) w Niemczech, w kraju związkowym Badenia-Wirtembergia, w rejencji Tybinga, w regionie Bodensee-Oberschwaben, w powiecie Jezioro Bodeńskie. Siedziba wspólnoty znajduje się w mieście Tettnang, przewodniczącym jej jest Harald Meichle.
Wspólnota administracyjna zrzesza jedno miasto i jedną gminę wiejską:
- Neukirch, 2 659 mieszkańców, 26,58 km²
- Tettnang, miasto, 18 648 mieszkańców, 71,22 km²